# Proales daphnicola
Proales daphnicola ist eine Art aus der Gattung Proales aus dem Stamm der Rädertiere (Rotatoria). 
Im Gegensatz zu seinem Verwandten Proales werneckii lebt Proales daphnicola nicht parasitisch, sondern  synökisch auf dem Carapax von Wasserflöhen und ernährt sich dort von Glockentierchen, Pilzen, Flagellaten und einzelligen Grünalgen.

## Merkmale
Der Körper von Proales daphnicola ist spindelförmig, die breiteste Stelle entspricht ungefähr einem Drittel der Länge. Der Kopf ist kurz, breit und vorne schräg abgeflacht. Er ist vom Abdomen durch eine Einschnürung abgesetzt. Der Fuß ist zweigliedrig, das erste Glied ist länger und breiter als das folgende, letzte Glied. Die zwei Zehen sind relativ kurz und stumpf. Sie enden in je einem Tubulus, durch den die Schleimdrüsen ihr Sekret abgeben. 